# Жук-выхухолевик
Жук-вы́хухолевик (лат. Silphopsyllus desmanae) — вид паразитических жуков из подсемейства бобровых блох в составе семейства лейодид.

## История открытия
Жук-выхухолевик впервые был описан офицером лейб-гвардии Кавалерийского полка и энтомологом Григорием Васильевичем Олсуфьевым в 1923 году на основании экземпляров, собранных на реке Сура в тогдашней Пензенской губернии самим автором, С. П. Коровиным и С. В. Дюкиным, а также указывался по личному сообщению Олега Измайловича Семенова-Тян-Шанского с реки Матыра из тогдашнего Липецкого уезда Тамбовской губернии (сейчас территория Грязинского района Липецкой области). Спустя некоторое время была описана также личинка жука на основании сборов О. И. Семенова-Тян-Шанского с той же реки Матыра. Затем вид был обнаружен в Воронежской области на территории Хоперского государственного заповедника и окрестностях Сомово в Усманском бору. В 2007 году было обнаружено несколько экземпляров жуков этого вида в ходе комплексных исследований особенностей биологии русской выхухоли в Липецкой области.

## Описание

### Имаго
Небольшие жуки с длиной тела 4,2—5,0 мм. Тело сплющено в дорзо-вентральном направлении. Окраска светло-коричневая. Глаза и крылья отсутствуют. Голова сверху покрыта грубой пунктировкой; голая, без волосков, за исключением затылка, где находится ряд тонких ресничек, лежащих на переднеспинке. Остальная поверхность тела жука покрыта густыми короткими гидрофобными волосками со светлой окраской. Отросток переднегруди является длинным, прямо притупленным на своем конце, несёт на себе кисточку из длинных волосков, вполне разделяющим передние шаровидные тазики. Ноги хорошо развитые. Членики лапок передних и средних ног являются расширенными, покрыты гидрофобными волосками. Переднеспинка с фигурным вырезом на заднем крае. Надкрылья укороченные, плоско вогнутые, с выраженными боковыми ребрами, сзади притупленно-округлые у самцов, расширенные сзади и прямо обрезанные у самок.

### Личинка
Длина тела 3,5—3,7 мм. Тело удлиненное, равномерно суживающееся к концу. Окраска тела бледная, серовато-жёлтая. Голова уплощенная, широкая, передний край лба — дуговидный. Усики состоят из трех члеников. Их первый членик находится в небольшом углублении. Второй членик усиков по длине равен первому или несколько длиннее его, значительно расширен к концу, на своём конце косо срезан и несет три длинных тонких щетинки, а также один крупный и два мелких конических шипа. Третий членик усиков значительно короче предыдущих, пальцевидной формы, на концевой части несет три длинных и две более коротких щетинки, а между ними несколько мельчайших шипиков. Глаза отсутствуют. Ротовой аппарат развит. Верхняя губа коротка, но широка, дуговидно выдаётся вперед, по бокам закруглена, прикрывает сверху мандибулы, по переднему краю несет 6 довольно тонких и коротких щетинок. Мандибулы широкие у основания, с двумя щетинками на внешнем крае. Максиллы большие; на конце несут небольшую ложковидную пластинку, состоящую из очень тесно сидящих щетинок; у основания этой пластинки на внутренней стороне максимы находятся два широких, заостренных на конце зуба и три толстых, но коротких, слегка изогнутых щетинки. Челюстные щупальца состоят из трех члеников. Тело состоит из трех грудных и десяти брюшных сегментов. Последний, десятый брюшной сегмент превращен в коническую трубочку. Тергиты грудных сегментов уплощены.

## Ареал
Ареал жука-выхухолевика охватывает территорию Пензенской, Липецкой и Воронежской областей России. Возможно, распространение данного вида намного шире, и в целом совпадает с ареалом русской выхухоли (Desmana moschata L.).

## Биология

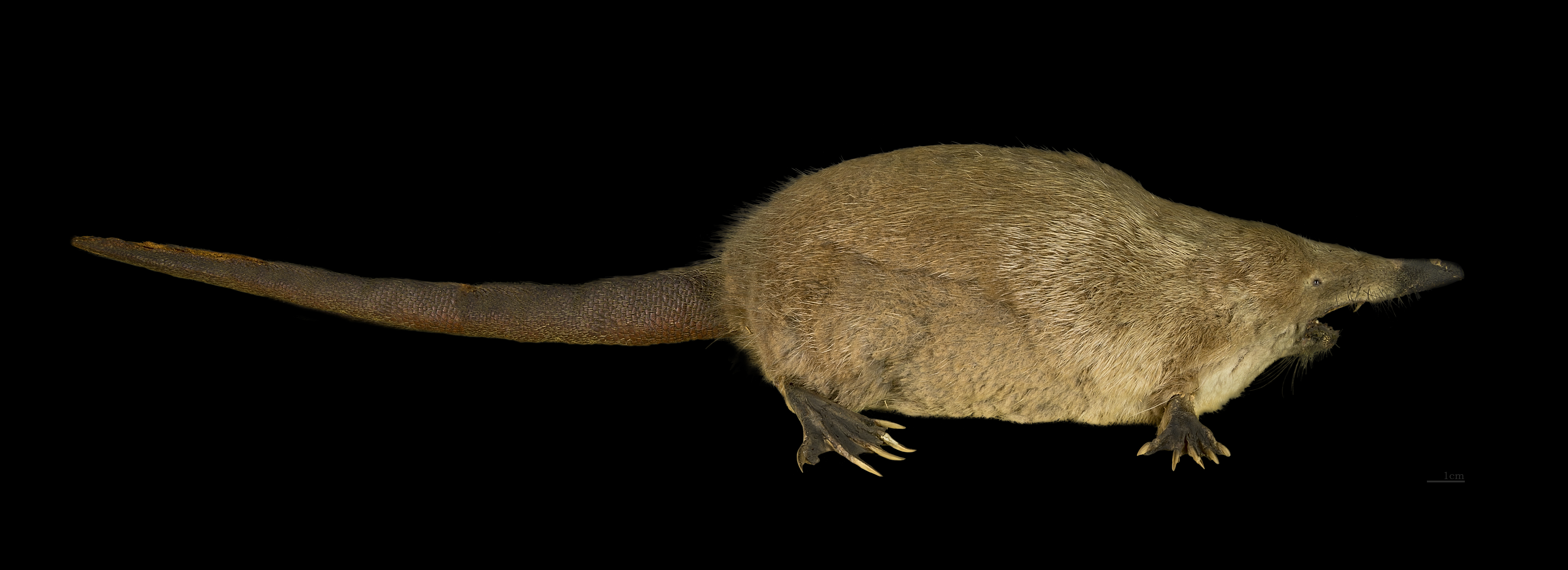
Выхухоль

На стадиях личинки и имаго обитает на русской выхухоли — реликтовом млекопитающем из семейства кротовых в отряде насекомоядные (Eulipotyphla), которая ведёт полуводный образ жизни. Мех зверька настолько хорошо удерживает воздух, что жук-выхухолевик, неприспособленный к дыханию в воде, может беспрепятственно жить в нём.
Вероятно, жук-выхухолевик является комменсалом, подобно другому представителю того же подсемейства — бобровой блохе (Platypsyllus castoris Ristema, 1869), обитающего на бобрах. Возможно, жуки питаются отмершей кожей животного-хозяина.

## Охрана
Жук-выхухолевик занесён в региональную Красную книгу Воронежской области — I категория: «вид, находящийся под угрозой исчезновения». Находки вида на территории области не отмечались после 1950 года. Лимитирующим фактором численности вида является сокращение численности популяции русской выхухоли.